# Estação Hidalgo
A Estação Hidalgo é uma das estações do Metrô da Cidade do México, situada na Cidade do México, entre a Estação Revolución, a Estação Bellas Artes, a Estação Guerrero e a Estação Juárez. Administrada pelo Sistema de Transporte Colectivo, faz parte da Linha 2 e da Linha 3.
Foi inaugurada em 14 de setembro de 1970. Localiza-se no cruzamento do Paseo de la Reforma com a Avenida Hidalgo e a Avenida Balderas. Atende os bairros Guerrero e do Centro, situados na demarcação territorial de Cuauhtémoc. A estação registrou um movimento de 18.195.955 passageiros em 2016.